# Jakub Wojciechowski (koszykarz)
Jakub Mariusz Wojciechowski (ur. 9 stycznia 1990 w Łodzi) – polski koszykarz występujący na pozycji środkowego, posiadający także włoskie obywatelstwo, obecnie zawodnik Arged BM Slam Stali Ostrów Wielkopolski.
Jest wychowankiem ŁKS-u Łódź.
14 marca 2018 został zawodnikiem Anwilu Włocławek. W lipcu 2018 trafił do włoskiego New Basket Brindisi.
2 marca 2020 dołączył do Legii Warszawa.
25 lipca 2020 zawarł umowę z Edilnol Pallacanestro Biella, występującego w II lidze włoskiej (Serie A2).
15 lipca 2021 podpisał kontrakt z Arged BM Slam Stalą Ostrów Wielkopolski.

## Osiągnięcia
Stan na 21 lutego 2022, na podstawie, o ile nie zaznaczono inaczej.
Drużynowe
- Mistrz:
  - Polski (2018)[11]
  - II ligi włoskiej (2012)
  - III ligi włoskiej (2013)[12]
  - Włoch juniorów (2009)
- Zdobywca pucharu:
  - Polski (2022)[13]
  - II ligi włoskiej (2012)
- Finalista Superpucharu Polski (2021)[14]
- Uczestnik rozgrywek:
  - pucharu FIBA Europe (2015/16)
  - EuroChallenge (2010/11)

Indywidualne
(* – nagrody przyznane przez portal eurobasket.com)
- MVP III ligi włoskiej (2013)*[12]
- Środkowy roku III ligi włoskiej (2013)*[12]
- Zaliczony do I składu III ligi włoskiej (2013)*[12]
- Uczestnik meczu gwiazd U–21 polskiej ligi (2006)[15]

Reprezentacja
- Brązowy medalista mistrzostw Europy dywizji B:
  - U–18 (2007, 2008)
  - U–20 (2009, 2010)
- Uczestnik:
  - kwalifikacji do Eurobasketu (2012)
  - mistrzostw Europy U–16:
    - 2005 – 15. miejsce
    - dywizji B (2006 – 10. miejsce)